# Гняв (филм)
 Тази статия е за американския филм.  За единия от седемте смъртни гряха в християнската религия вижте Гняв.  
„Гняв“ (на английски: The Grudge) е американски римейк на японския хорър филм Ju-on: The Grudge. Филмът е първата част от американската поредица филми на ужасите Гняв. Хорърът излиза в Северна Америка на 22 октомври 2004 г. и е режисиран от Такаши Шимизу (режисирал и оригиналната японска поредица), докато сценарият основно е писан от Стивън Съско.
Продукцията бързо придобива статус на култов филм сред голям брой потребители на различни интернет форуми, включително и Rotten Tomatoes и Internet Movie Database. Филмът има две продължения, Гняв 2 (излязъл на 13 октомври 2006) и Гняв 3.

## Кратък преглед
Внимание:  Текстът по-долу разкрива сюжета на произведението (или части от него)!
Гняв описва проклятие, което се ражда, когато някой умре в момент на огромна ярост или крайна скръб. Тези, които са сполетени от такава смъртоносна свръхестествена сила, се прераждат многократно и нападат жертва след жертва в една безкрайна верига от ужас.
Действието се развива около къща в японската столица Токио. Тази къща е прокълната и всеки, който прекрачи прага ѝ, е застиган от мъчителна смърт. Карен Дейвис (в ролята Сара Мишел Гелар) е американска студентка, която работи и като медицинска сестра. Тя отива да гледа болна възрастна жена, която живее в тази къща. Там на тавана открива трупа на момичето, което преди това се е грижело за старицата. Проклятието от къщата я обсебва и започва да я преследва.
Паралелно с това се разказват още две истории, тази на Питър Кърк (в ролята – Бил Пулман) и неговото семейство, и тази на японско семейство, от което е започнало проклятието.

## Прием
Филмът се прожектира в 3348 киносалона в Северна Америка, като събира приходи от $39,1 млн. само през първия си уикенд (22 – 24 октомври 2004), а през втория – $21,8 милиона.
Гняв печели $110 359 362 само в САЩ и $183 474 602 в световен мащаб, с което надхвърля очакванията на критиците и създателите си от „Сони“.
От „Сони“ обявавят, че филмът струва по-малко от 10 милиона, което го прави един от най-печелившите филми на годината.

### Продължения
Гняв 2

Продължението на филма е обявено три дни след премиерата му. Главната роля е поверена на Амбър Тамблин. Тя играе по-малката сестра на Карен Абри, която е изпратена до Япония от майка им, за да върне Карен вкъщи.
Гняв 3

Продължението на втората част е обявено по време на Comic-Con през 2006 г. Такаши Шимизу казва, че му е предложено да режисира филма, но по-скоро той ще го продуцира.